# Rötlicher Pfeifhase
Der Rötliche Pfeifhase (Ochotona rufescens) ist eine Säugetierart aus der Familie der Pfeifhasen innerhalb der Hasenartigen. Ihr Verbreitungsgebiet umfasst Teile der Bergregionen des südwestlichen Turkmenistan sowie Afghanistan, Pakistan und des Iran.

## Merkmale
Der Rötliche Pfeifhase gehört zu den mittelgroßen Vertretern der Gattung. Das Körpergewicht beträgt wahrscheinlich zwischen 125 und 400 Gramm. Die Rückenfarbe der Tiere ist graubraun, die Seiten und der Bauch sind weiß-grau bis schmutzig weiß mit einem gelblichen Einschlag. Sie haben einen cremefarbenen Kragen, der oberhalb und unterhalb von rostrotem Fell begrenzt ist. Das Winterfell ist dicker und einheitlich braun, der Kragen ist nur noch undeutlich erkennbar. Die Weibchen besitzen vier Paar Zitzen.
Der Schädel des Rötlichen Pfeifhasen ist groß und aufgewölbt. Der Bereich zwischen den Augen ist schmal mit deutlich ausgeprägten Knochenkämmen. Er besitzt keine Fensterung in den Stirnbeinen und die Bulla tympanica ist relativ groß. Das Genom besteht aus 2n = 60 Chromosomen.

## Verbreitung

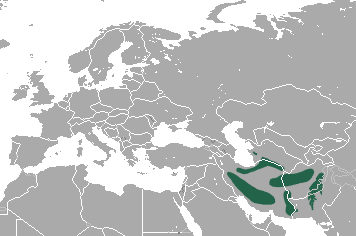
Verbreitungsgebiet des Rötlichen Pfeifhasens

Das Verbreitungsgebiet des Rötlichen Pfeifhasen umfasst große Teile der Bergregionen des südwestlichen Turkmenistan sowie Afghanistan, Pakistan und des Iran. Er kommt in Höhen zwischen 1900 und 3500 Metern vor.

## Lebensweise
Den Lebensraum des Rötlichen Pfeifhasen bilden natürlich Steppen- und Talgebiete. Sie leben dabei häufig in steinigen Flächen, in denen die Tiere ihre Bauten graben. Daneben lebt er häufig in Wacholderwäldern und in landwirtschaftlich genutzten Flächen, vor allem Baumplantagen und Weizenfeldern. Die Gebiete, in denen sie ihre Bauten anlegen, haben in der Regel einen Vegetationsbewuchs von 30 bis 60 Prozent.
Der Rötliche Pfeifhase ist tagaktiv und hat seine Hauptaktivität am Morgen. Sie sind teilweise gesellig und können in größeren Gruppen und Familien zusammenleben, die Populationsdichte liegt dabei regional bei bis zu 70 Tieren pro Hektar, sie kann sich abhängig vom Wetter jährlich stark ändern. Die Sozialstruktur ist variabel und hängt vor allem von den Wetterbedingungen, insbesondere der Trockenheit im Sommer, ab. Im Frühjahr leben die Männchen allein und bilden Territorien, die die Territorien mehrerer Weibchen beinhalten. Die Jungtiere leben bei den Weibchen und haben gemeinsam mit der Mutter einen Aktionsradius von etwa 30 Metern Durchmesser. Zum Beginn der Trockenzeit verteidigen alle Tiere die direkte Umgebung ihrer Bauten gegen Eindringlinge. Die Territorien werden durch Sekrete der Nackendrüse markiert.
Zu den Fressfeinden des Rötlichen Pfeifhasen gehören wahrscheinlich zahlreiche Raubtiere und Greifvögel. Als Hauptpredator wird vor allem für den Süden Turkmenistans die Levanteotter (Macrovipera lebetina) angenommen.

### Ernährung
Der Rötliche Pfeifhase ernährt sich vor allem von Disteln und anderen Pflanzen der Trockenvegetation wie Ephedra- und Artemisia-Arten. In den Bauten wurden insgesamt 58 verschiedene Pflanzenarten festgestellt. Er bildet Haufen mit bis zu fünf Kilogramm Gewicht, in denen die Pflanzen getrocknet werden und die er dann als Vorrat in seinen Bau bringt. Die Vorräte werden in der Regel zweimal im Jahr, im Frühjahr und Herbst, aufgefüllt. Die Tiere stehlen auch Futter bei anderen Artgenossen.
Da der Rötliche Pfeifhase auch in landwirtschaftlich genutzten Flächen vorkommt und sich dort von den Feldfrüchten ernährt, wird er regional als Plage angesehen. Neben Weizen betrifft dies vor allem Apfel- und Walnussbäume.

### Fortpflanzung
Zum Fortpflanzungsverhalten des Rötlichen Pfeifhasen liegen nur wenige Informationen vor. Sie sind wie andere Arten der Gattung wahrscheinlich monogam oder polygyn und die Männchen bilden wahrscheinlich Reviere, die während der Fortpflanzungszeit die Territorien eines oder mehrerer Weibchen überlappen.
Die Reproduktionsrate der Rötlichen Pfeifhasen ist groß. Weibchen bringen in der Fortpflanzungsperiode von März bis September bis zu fünf Würfe mit jeweils einem bis elf, im Durchschnitt fünf bis sieben, Jungtieren zur Welt. Die Tragzeit beträgt wahrscheinlich etwa 30 Tage und die Jungen werden wahrscheinlich ebenfalls 30 Tage von der Mutter gesäugt. Die Jungtiere wiegen bei der Geburt etwa neun Gramm, sie sind nackt und ihre Augen sind geschlossen. Die Weibchen sind bereits im ersten Jahr geschlechtsreif und können ihren ersten Wurf bereits in der gleichen Fortpflanzungsphase haben, in der sie geboren wurden.

## Systematik
Die Erstbeschreibung des Rötlichen Pfeifhasen stammt von dem Naturforscher John Edward Gray aus dem Jahr 1842. Er wird als eigenständige Art den Pfeifhasen (Gattung Ochotona) und der Untergattung Ochotona zugeordnet.
Aktuell werden mit der Nominatform Ochotona rufescens rufescens sowie Ochotona rufescens regina und Ochotona rufescens shukurovi drei Unterarten beschrieben.

## Gefährdung und Schutz
Die Art wird von der International Union for Conservation of Nature and Natural Resources (IUCN) aufgrund ihres sehr großen Verbreitungsgebietes und der großen Population als nicht gefährdet (least concern) eingestuft. Ein Rückgang der Populationen und eine Gefährdung sind nicht dokumentiert.

## Belege
1. 1 2 3 4 5 6 7 8 9 10 11  Joseph A. Chapman, John E. C. Flux (Hrsg.): Rabbits, Hares and Pikas. Status Survey and Conservation Action Plan. (Memento des Originals vom 14. Januar 2009 im Internet Archive)  Info: Der Archivlink wurde automatisch eingesetzt und noch nicht geprüft. Bitte prüfe Original- und Archivlink gemäß Anleitung und entferne dann diesen Hinweis. (PDF; 11,3 MB) International Union for Conservation of Nature and Natural Resources (IUCN), Gland 1990; S. 49–50. ISBN 2-8317-0019-1.
2. 1 2 3 4 5  Ochotona rufescens in der Roten Liste gefährdeter Arten der IUCN 2011. Eingestellt von: E. Bewer, A. T. Smith, 2008. Abgerufen am 14. Juli 2012.
3. 1 2 3 4  Michael Triepke: Ochotona pusilla im Animal Diversity Net. Abgerufen am 14. Juli 2012.
4. 1 2  Don E. Wilson, DeeAnn M. Reeder (Hrsg.): Ochotona rufescens (Seite nicht mehr abrufbar, festgestellt im Mai 2019. Suche in Webarchiven)  Info: Der Link wurde automatisch als defekt markiert. Bitte prüfe den Link gemäß Anleitung und entferne dann diesen Hinweis. in Mammal Species of the World. A Taxonomic and Geographic Reference (3rd ed).